# Зигмунд фон Тун
Зигмунд фон Тун (на немски: Sigmund Freiherr von Thun) е фрайхер на Тун в замък Тун до Тон в Италия.

## Биография
Роден е на 29 юли 1537 година. Той е син на фрайхер Йохан Киприан фон Тун (1501 – 1573) и първата му съпруга Хелена фон Глоес. Баща му се жени втори път за Анна Фукс фон Фуксберг. Внук е на Антон Мария фон Тун († 1522) и втората му съпруга Геновефа фон Волкенщайн († сл. 1484), дъщеря на минисингер фрайхер Освалд фон Волкенщайн († 1493/1495, певец, поет, композитор, политик) и Барбара фон Траутзон. Потомък е на Зигмунд фон Тун († 1467) и на Симон фон Тун.
Зигмунд фон Тун има три сестри: Леонора фон Тун, омъжена за Констант Лихтенщайн, Ева, омъжена за Маркус фон Хоенембс, и Фелицитас, омъжена за Балтазар фон Рамшванг.
Умира на 9 юни 1596 година в Кастел Фондо в провинция Тренто, Италия, на 58-годишна възраст.

## Фамилия
Зигмунд фон Тун се жени за Анна Кристина Фукс фон Лебенберг († 1590). Те имат 18 деца:
- Анна Хелена фон Тун, омъжена за Хилпранд Раймберт фон Глоес
- Кристоф Валтер фон Тун
- Йохан Киприанус фон Тун-Хоенщайн (* 26 август 1569; † 15 декември 1630), 1629 г. имперски граф фон Хоенщайн, женен за Анна Мария фон Прайзинг
- Георг Зигмунд фон Тун (* 23 февруари 1573; † 26 април 1651), женен I. за Еуфемия фон Клес (20 октомври 1581 – 1604), II. (1593) за Геновефа фон Тун, III. за Мария Барбара фон Фирмиан († 7 февруари 1661)
- Кристоф Симон фон Тун (* 12 септември 1582; † 1633/27 март 1635), граф на Тун
- Филип Ернст фон Тун
- Ева Леонора фон Тун, омъжена за Матеус фон Аненберг
- Маргарета фон Тун, омъжена за Удалрих Хендл
- 10 деца фон Тун